# جودو در المپیک تابستانی ۱۹۷۶
جودو در بازی‌های المپیک تابستانی ۱۹۷۶ نام رویداد ورزش جودو در بازی‌های المپیک تابستانی بود که در سال ۱۹۷۶ برگزار شد. این مسابقات در ۵ وزن بود فقط برای مردان بود.
ژاپن توانست با کسب ۳ طلا و ۱ نقره و ۱ برنز برنده این مسابقات شود.

## نتایج
| بازی‌ها                  | طلا                            | نقره                           | برنز                                                     |
| Lightweight 63 kg       | اکتور رودریگس · کوبا           | چانگ اون-کیونگ · کره جنوبی     | فلیس ماریانی · ایتالیا یوژف تونچیک · مجارستان            |
| Half middleweight 70 kg | ولادیمیر نوزوروف · اتحاد شوروی | کوجی کوراموتو · ژاپن           | ماریان تاوای · لهستان پاتریک ویال · فرانسه               |
| Middleweight 80 kg      | ایسامو سونودا · ژاپن           | والری دووینیکوف · اتحاد شوروی  | اسلاوکو اوبادوف · یوگسلاوی پارک یونگ-چول · کره جنوبی     |
| Half heavyweight 93 kg  | کازوهیرو نینومیا · ژاپن        | راماز خارشیلادزه · اتحاد شوروی | یورگ روتلیسبرگر · سوئیس دیوید استاربروک · بریتانیای کبیر |
| Heavyweight +93 kg      | سرگی نوویکوف · اتحاد شوروی     | گونتر نویرویتر · آلمان غربی    | آلن کواگ · ایالات متحده آمریکا سومیو اندو · ژاپن         |
| Open category           | هاروکی یمورا · ژاپن            | کیت رمفری · بریتانیای کبیر     | چو جائیه-کی · کره جنوبی شوتا چوچیشویلی · اتحاد شوروی     |

## جدول مدال‌ها
| رتبه  | کشور                      | طلا | نقره | برنز | مجموع |
| ۱     | ژاپن (JPN)                | ۳   | ۱    | ۱    | ۵     |
| ۲     | اتحاد شوروی (URS)         | ۲   | ۲    | ۱    | ۵     |
| ۳     | کوبا (CUB)                | ۱   | ۰    | ۰    | ۱     |
| ۴     | کره جنوبی (KOR)           | ۰   | ۱    | ۲    | ۳     |
| ۵     | بریتانیای کبیر (GBR)      | ۰   | ۱    | ۱    | ۲     |
| ۶     | آلمان غربی (FRG)          | ۰   | ۱    | ۰    | ۱     |
| ۷     | فرانسه (FRA)              | ۰   | ۰    | ۱    | ۱     |
| ۷     | مجارستان (HUN)            | ۰   | ۰    | ۱    | ۱     |
| ۷     | ایتالیا (ITA)             | ۰   | ۰    | ۱    | ۱     |
| ۷     | لهستان (POL)              | ۰   | ۰    | ۱    | ۱     |
| ۷     | سوئیس (SUI)               | ۰   | ۰    | ۱    | ۱     |
| ۷     | ایالات متحده آمریکا (USA) | ۰   | ۰    | ۱    | ۱     |
| ۷     | یوگسلاوی (YUG)            | ۰   | ۰    | ۱    | ۱     |
| مجموع | مجموع                     | ۶   | ۶    | ۱۲   | ۲۴    |